# Tasquillo
Tasquillo är en ort i Mexiko.   Den ligger i kommunen Tasquillo och delstaten Hidalgo, i den sydöstra delen av landet, 130 km norr om huvudstaden Mexico City. Tasquillo ligger 1 649 meter över havet och antalet invånare är 3 583.
Terrängen runt Tasquillo är varierad. Runt Tasquillo är det ganska tätbefolkat, med 155 invånare per kvadratkilometer. Närmaste större samhälle är Ixmiquilpan, 12,7 km sydost om Tasquillo. Trakten runt Tasquillo består till största delen av jordbruksmark.